# Bohuslav Matěj Černohorský

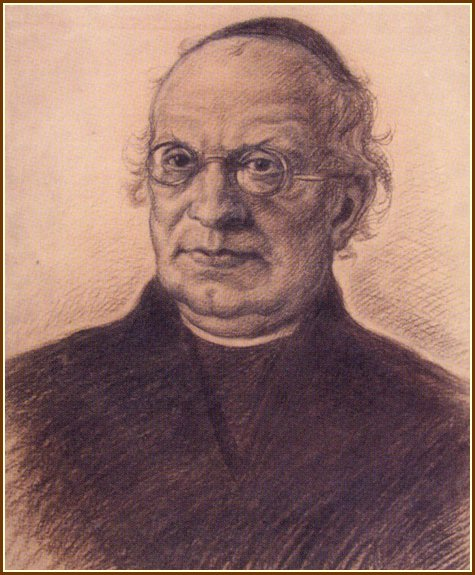
Bohuslav Matěj Černohorský

Bohuslav Matěj Černohorský (Nymburk (Tsjechië), 16 februari 1684 – Graz, 1 juli 1742) was een Tsjechisch componist en organist.

## Levensloop
Hij werd als vierde kind van de plaatselijke organist Samuel Černohorský te Nymburk geboren. Bohuslav studeerde van 1700 tot 1702 aan de Karelsuniversiteit te Praag filosofie, theologie en muziekwetenschap. In 1704 werd hij monnik bij de minorieten, die tot de orde van de franciscanen behoren, en die zich in een convent van St. Jacobus in de oude stad van Praag sinds de 13e eeuw hadden gevestigd. Gedurende de contrareformatie hadden de Praagse minorieten hun eigen universiteit. In de late 17e en de vroege 18e eeuw waren zij heel actief in de muziek. Bekende componisten uit die tijd zijn pater Bernard Artophaeus en Ivo Anton. Het klooster was ook bekend om zijn prachtige orgel. In 1708 ontving hij de priesterwijding.
Daarna ging hij naar Italië, naar Assisi, het centrum van de franciscanen. Daar werd hij eerste organist en dirigent van de capella (orkest) aan de Santa Anna-kerk. Als deel van zijn examens componeerde hij het Regina coeli voor dubbelkoor. In Assisi maakte hij ook kennis met de jonge Giuseppe Tartini, die hem les gaf in contrapunt. Na een kort bezoek aan Praag kwam hij in 1715 terug naar Italië, maar nu naar Padua waar toen het rijkste convent in Italië was met de grootste muziekensembles. Hij werd daar derde organist aan de Basiliek van San Antonio en werd later Regens Chori (Padre Boemo) aldaar. Verder speelde hij soms trombone in de capella. In 1717 was hij gedurende het carnaval van Venetië in Venetië, maar hij was nieuwsgierig naar de opera's.
In 1720 kwam hij terug in Praag. Aldaar had hij groot succes met zijn muzikale inspanningen en hij werd met de titel "meester" onderscheiden. Al spoedig kreeg hij vrienden binnen en buiten de kloostermuren, onder andere in Benátky nad Jizerou. In september 1727 werd hij vicaris van het Praagse convent, maar zijn verdere ontwikkeling binnen de kloosterorganisatie was geblokkeerd. Hij ging naar het klooster Horažďovice in Zuidwest-Bohemen en bleef daar  drie jaren. Daarna ging hij terug naar Praag, maar het bleek spoedig dat hij nog een keer naar Italië wilde.
Hij deed het verzoek aan de prior van het klooster en hij kon weer naar Italië gaan. Terug in Padua Padre Bouslao was eveneens terug bij zijn vrienden. Tartini werkte in Padua as capo concerto en de bekende cellist Antonio Vandini speelde met een aantal monniken en padres in zijn orkest. Sinds 1730 werd het koor van het klooster gedirigeerd door de componist en theoreticus Francesco Antonio Vallotti. In 1736 werd Černohorský organist van zijn oude kerk. In 1741 deed hij opnieuw het verzoek naar Praag terug te gaan. In de laatste dagen van augustus ging hij op reis naar Praag, maar hij stopte in Graz, (Oostenrijk) in de eerste dagen van oktober in ging daar in het minorietenklooster. Daar bleef hij langer dan verwacht, omdat zijn Bohemen werd bezet door hertog Karl Albrecht van Beieren, die České Budějovice bezette, en het land werd bezet door het Franse leger (vanuit het westen) en het leger van het Koninkrijk Saksen (vanuit het noorden). Zijn gezondheid werd zwakker en hij overleed in Graz op 15 februari 1742.

## Werken

### Werken voor orgel
- Toccata in C gr.t.
- Fugue in G sharp minor
- Fuga in c kl.t.
- Fuga in a kl.t.
- Fuga in D gr.t.
- Fuga in F gr.t.

### Werken voor koor
- 1729 Laudetur Jesus Christus Offertorium pro omni tempore
- Regina coeli voor dubbelkoor - ook in een versie voor sopraan, cello en basso continuo - cantata
- Litanie lauretanae
- Vesperae minus solenne
  1. Dixit Dominus
  2. Confitebor
  3. Beatus vir
  4. Laudate Pueri
  5. Laudate Dominum
  6. Magnificat
- Quare Domine irasceris Offertorium Dominicae XII. Post Pentecostem
  1. Memento Abraham
- Quem lapidaverunt Offertorium
- Precatus est Moyses Offertorium pro dominika XII. Post Pentecostem

### Vocaalmuziek met instrumenten
- Laudate Pueri Psalm voor alt en concertorgel

### Kamermuziek
- Triosonate over het "Alleluia" van Pasen, voor viool, gambe en klavecimbel